# Bampton (Oxfordshire)
Bampton, auch Bampton-in-the-Bush genannt, ist eine Dorfgemeinde in Oxfordshire, England, die im Themsetal, etwa 7 km südwestlich von Witney liegt. Das Gemeindegebiet umfasst auch die Siedlung Weald und liegt an der Grenze zu den Cotswolds. Bampton wird mitunter auch als Stadt beschrieben, weil der Ort bis ins 19. Jahrhundert hinein eine Marktstadt war. So verfügt Bampton sowohl über ein Rathaus als auch ein Gemeindehaus.

## Geschichte
Die Ursprünge Bamptons gehen auf die Eisenzeit und die römische Zeit zurück. Die früheste Siedlung lag wahrscheinlich etwas östlich vom heutigen Zentrum Bamptons, dem als Marktplatz dienenden dreieckig geschnittenen Areal. Bampton war auch ein bedeutender Ort in der sächsischen Zeit und im Mittelalter.

## Kirche St Mary the Virgin

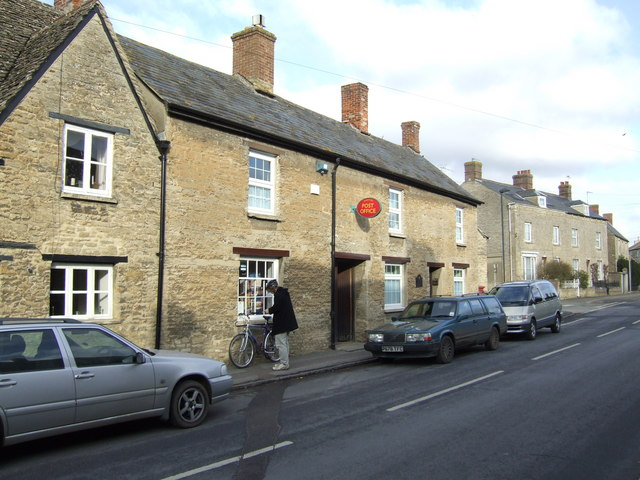
Ehemaliges Postamt Bampton

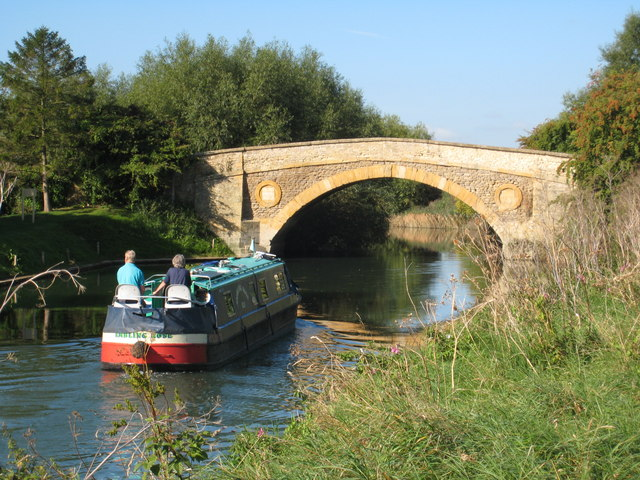
Tadpole Straßenbrücke und ein Narrowboat

Die Kirche Saint Mary the Virgin (Sankt Marien) stammt aus dem 12. Jahrhundert. Sie wurde anstelle eines späten angelsächsischen Münsters errichtet, dessen Turm erhalten blieb. Der Kirchturm wurde im 13. Jahrhundert erbaut. Die Kirche besitzt ein steinernes Altarretabel mit einer Darstellung Jesu Christi und der Apostel (um 1400). Wilhelm der Eroberer übergab den ursprünglichen Kirchenbau dem Bischof von Exeter, Leofric. Im Laufe der Jahrhunderte wurde die Kirche mehrfach umgebaut und erweitert, zuletzt im Jahre 1870, als sie ihre heutige Gestalt erhielt.
Die frühere Kirchengemeinde war eine der größten in Oxfordshire und umfasste die Gemeinden Weald, Lew, Aston, Cote, Shifford, Chimney und Lower Haddon. 1857 wurde das Kirchspiel in die drei Kirchgemeinden: Bampton Proper, Bampton Lew und Bampton Aston, aufgeteilt, die heute alle Teil der vereinigten Gemeinde von Bampton mit Clanfield sind. Das Pfarrhaus besitzt einen Baustein, auf dem sein Baujahr mit 1546 angegeben ist; es wurde 1799 von Daniel Harris umgebaut.

## Verkehr
Von 1861 bis 1961 war der Ort über die 3,5 km nördlich gelegene Bahnstation von „Brize Norton and Bampton“, die an der eingleisigen Linie Oxford, Witney and Fairford Railway lag, an das Eisenbahnnetz angeschlossen.
Gegenwärtig laufen durch den Ort die Buslinien Nummern 18 (Bampton–Oxford) und 19 (Carterton-Bampton-Witney) der RH-Bus-Gesellschaft.
Über die erstmals 1784 erwähnte Tadpole-Straßenbrücke über die Themse, die Bampton mit Buckland verbindet, führt auch der Themsepfad.

## Gesellschaftliches Leben
Ein Jugendzentrum wurde 1984 gegründet, um Kindern und Jugendlichen Freizeitaktivitäten anzubieten. Es befindet sich in der aus der viktorianischen Zeit stammenden ehemaligen Grundschule. Der Skatepark Bampton wurde für Skateboard- und BMX-Radfahrer erbaut. Bamptons Gartenvereinigung hält seit 1972 jährlich zwei Blumenschauen ab. Zur Erhaltung und Verbesserung der Lebensqualität im Ort hat sich 1993 eine Bürgervereinigung gebildet; daneben arbeitet eine örtliche Umweltschutzgruppe seit 1989.
Bereits 1969 wurde der Bamptoner Kürbisclub gegründet. Jeweils im Oktober findet ein Wettwiegen der von den Teilnehmern gezüchteten Kürbisse statt. Dem Sieger winkt ein Preis, und die Kürbisse werden zusammen mit Blumen sowie Obst und Gemüse für wohltätige Zwecke versteigert. Und schließlich ist der Fußballklub von Bampton Mitglied der Fußballvereinigung von Oxfordshire.

## Sonstiges
Vermutlich vom 12. oder 14. Jahrhundert an – die Quellenlage ist hier nicht eindeutig – bis zu ihrer Zerstörung vor 1789 befand sich im Ort die Burg Bampton Castle. Teile davon wurden in das Gebäude Ham Court, das als sog. Grade-II*-Baudenkmal erfasst ist.
Während des Zweiten Weltkriegs wurden mehrmals US-amerikanische Truppen in Bampton einquartiert.
Insbesondere die Kirche St Mary the Virgin mit den umliegenden Gebäuden und Straßen diente als Kulisse für die Außenaufnahmen des fiktiven Dorfs Downton in der englischen Fernsehserie Downton Abbey. Ebenso waren der Ort und Bampton Castle Schauplatz für die im Mittelalter spielenden fiktiven Kriminalgeschichten Die Chroniken von Hugh de Singleton von Mel Starr.
Der Shill Brook fließt westlich und südlich des Ortes. Der Highmoor Brook mündet im Westen des Ortes in den Shill Brook.
Bampton ist die Heimat der Bampton Classical Opera, die sich auf die Produktion weniger bekannter Opern aus der Klassik spezialisiert hat.

## Persönlichkeiten
- Frederick Whitaker (1812–1891), Jurist und Politiker